# Konan (Aichi)
Konan (Japans: 江南市, Kōnan-shi) is een stad in de Japanse prefectuur Aichi. De oppervlakte van deze stad is 30,17 km² en eind 2009 had de stad ruim 100.000 inwoners. De rivier Kiso stroomt van noordoost naar noordwest door de stad.

## Geschiedenis
Konan werd op 1 juni 1954 een stad (shi) na samenvoeging van de gemeentes Kochino (古知野町, Kochino-chō), Hotei (布袋町, Hotei-chō), Miyata (宮田町, Miyata-chō) en Kusai (草井村, Kusai-mura).

## Verkeer
Konan ligt aan de Inuyama-lijn van Meitetsu (Nagoya Spoorwegmaatschappij).
Konan ligt aan de nationale autoweg 155 en aan de prefecturale wegen 17, 63 en 64 van prefectuur Gifu en 154, 155, 156, 157, 171, 712, 174, 175, 76, 179, 180, 182, 183, 184, 192 en 193 van de prefectuur Aichi.

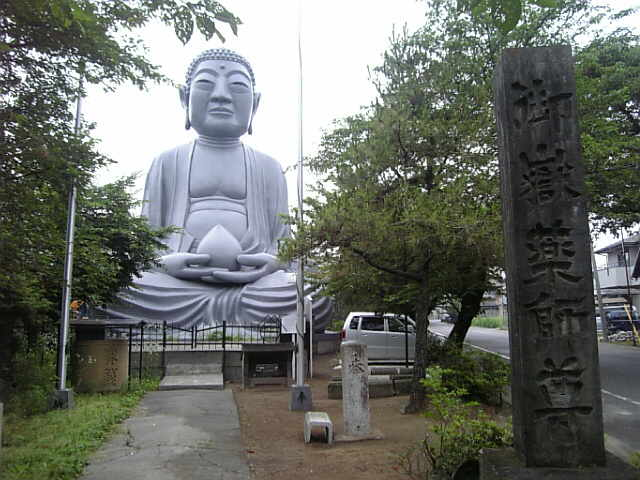
Daibutsu van Hotei

## Bezienswaardigheden
- Daibutsu van Hotei

## Geboren in Konan
- Tsuyoshi Wada (和田 毅, Wada Tsuyoshi), honkbalspeler
- Yukari Nakano (中野友加里, Nakano Yukari), kunstschaatsster

## Aangrenzende steden
- Ichinomiya
- Iwakura
- Komaki
- Kakamigahara